# 王银峰
王银峰（1962年8月—），男，汉族，河南尉氏人，中华人民共和国政治人物、国企高管。

## 生平
1983年8月参加工作，1996年5月加入中国共产党。1983年8月，毕业于陕西师范大学地理系。1986年8月至1989年2月，在北京大学城市与环境科学系攻读硕士研究生。历任河南省科学院地理研究所工作人员、副研究员，河南省郑州市政府调研室副主任，郑州市委政策研究室副主任、主任。2000年12月，任重庆市九龙坡区政府党组成员、副区长。2006年4月，任重庆市政府副秘书长、办公厅党组成员。同年12月，任重庆市江津区委副书记。2007年2月，任重庆市江津区委副书记、区政府区长。2008年4月，任重庆市江津区委书记。2011年4月，任重庆市政府副秘书长、办公厅党组成员。2013年8月，调任重庆市粮食集团党委书记、董事长。2018年12月，因涉嫌严重违纪违法，接受重庆市纪委监委纪律审查和监察调查。
2019年7月，因严重违反党纪并涉嫌受贿犯罪，重庆市纪委监委决定给予王银峰开除党籍、开除公职处分，并收缴其违纪违法所得。